# Đoàn Quang Xuân
Đoàn Quang Xuân là một sĩ quan cấp cao trong Quân đội nhân dân Việt Nam, hàm Thiếu tướng, nguyên là Phó Cục trưởng Cục Cán bộ, Tổng cục Chính trị

## Thân thế binh nghiệp
Năm 2012, ông được bổ nhiệm giữ chức Phó Cục trưởng Cục Cán bộ, Tổng cục Chính trị
Năm 2017, ông nghỉ chờ hưu.
Thiếu tướng (2013).